# Anisa Kospiri
Anisa Kospiri (Tirana, 1980) è una modella albanese, vincitrice del titolo Miss Albania 2001.
Ha quindi rappresentato l'Albania sia a Miss Universo 2002 il 29 maggio a San Juan, dove è riuscita a classificarsi fra le prime dieci finaliste, regalando all'Albania il miglior piazzamento nella storia di Miss Universo, a pari merito con quello di Angela Martini nel 2010.